# Arsenij Tarkovskij
Arsenij Alexandrovič Tarkovskij (Арсе́ний Алекса́ндрович Тарко́вский, 25. června 1907 Jelizavetgrad – 27. května 1989 Moskva) byl ruský básník a překladatel narozený na Ukrajině. Používal také pseudonym Taras Podkova.
Jeho otec Alexandr Tarkovskij pocházel z polské šlechty, vedle práce v bance se věnoval literární činnosti a byl vězněn za členství v organizaci Narodnaja volja. Arsenij vyrůstal v uměleckém prostředí, rodinným přítelem byl dramatik Ivan Tobilevič. Měl staršího bratra Valerije, který padl v občanské válce. V roce 1921 byl Arsenij odsouzen v Mykolajivě k smrti za posměšnou báseň o Leninovi, ale podařilo se mu uprchnout.
Od roku 1923 žil v Moskvě, pracoval jako novinář a studoval literaturu, v roce 1927 publikoval časopisecky první verše. Od roku 1932 se živil jako překladatel, do ruštiny překládal gruzínskou, arménskou a turkmenskou poezii. Další překlady vytvořil z kyrgyzštiny a srbštiny. Roku 1940 byl přijat do Svazu spisovatelů SSSR. Ve druhé světové válce byl raněn a přišel o nohu. Teprve v roce 1962 vydal první vlastní sbírku Než napadne sníh. Do konce života se mu podařilo publikovat osm sbírek a výbor z díla. V roce 1989 mu byla posmrtně udělena Státní cena SSSR. Je pohřben v Peredělkinu.
S Marií Ivanovnou Višňakovovou měl dvě děti, syn Andrej Tarkovskij se proslavil jako filmový režisér. V jeho filmu Zrcadlo zazněly básně Arsenije Tarkovského přednesené autorem.
Česky vyšel výbor z jeho poezie pod názvem Poselství kamene (přeložil Jiří Honzík).